# Flughafen Tokio-Narita

i7
i11
i13
Der Flughafen Tokio-Narita (japanisch 成田国際空港 Narita Kokusai Kūkō, dt. „Internationaler Flughafen Narita“; offiziell Narita International Airport, ehemals New Tokyo International Airport; IATA-Code: NRT, ICAO-Code: RJAA) ist einer der internationalen Flughäfen von Tokio und gilt nach der japanischen Gesetzgebung als Flughafen 1. Klasse. In Japan wird er meist als Flughafen Narita (成田空港 Narita Kūkō) bezeichnet, da der Flughafen in der Stadt Narita in der Präfektur Chiba etwa 60 Kilometer östlich von Tokio liegt.
Gemessen am Passagieraufkommen ist er der zweitgrößte Flughafen Japans und zudem einer der größten Frachtflughäfen der Welt.
Der Flughafen dient den Fluggesellschaften All Nippon Airways, Japan Airlines, Nippon Cargo Airlines, Air Japan, Delta Air Lines, United Airlines, Peach Aviation, Jetstar Japan und Spring Airlines Japan als Drehkreuz.

## Geschichte

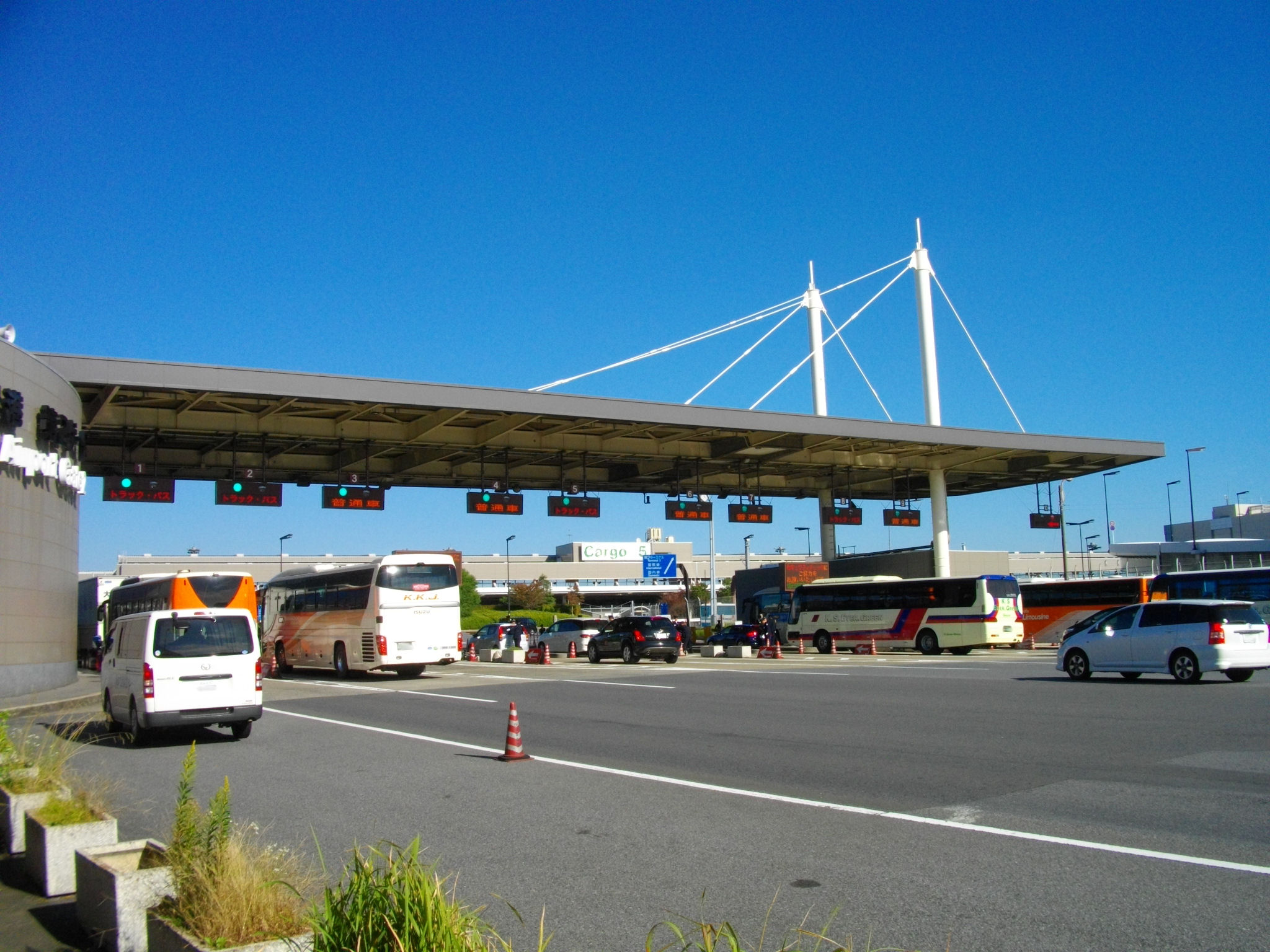
Eine der Sicherheitskontrollen, die bis 2015 jeden Besucher überprüften, hier bei der Einfahrt „Gate 2“ …

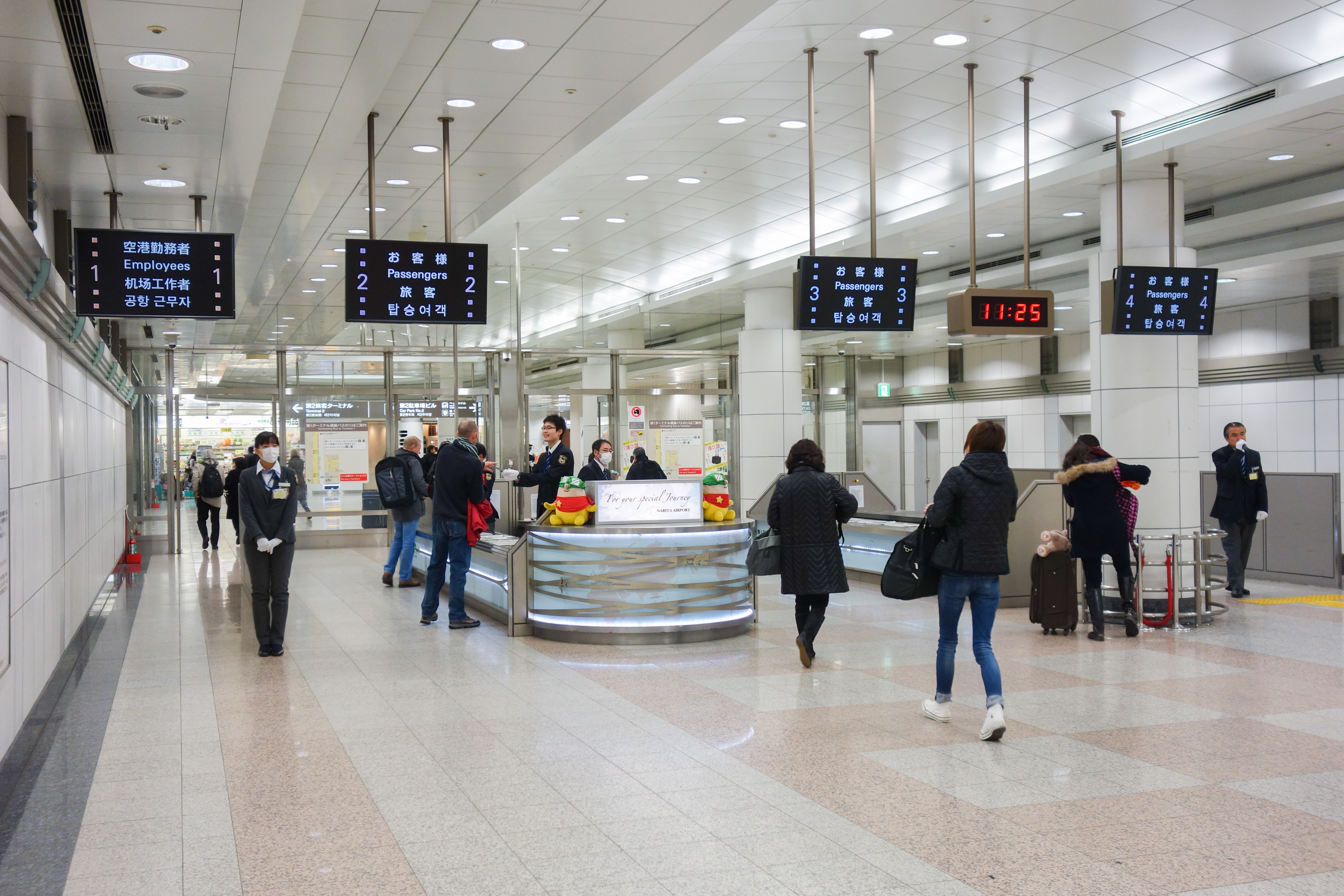
… und an einem Eingang des Terminal 2.

In den 1950er- und 1960er-Jahren wuchs Japans Wirtschaft stark, und entsprechend stiegen auch die Fluggastzahlen auf dem 1931 eröffneten Tokioter Flughafen Haneda. 1962 wurde entschieden, einen neuen Flughafen für die Hauptstadt anzulegen, den New Tokyo International Airport, der den internationalen Verkehr von Haneda übernehmen sollte, der Inlandsverkehr sollte auf dem relativ innenstadtnahen alten Flughafen bleiben.
Der Bau begann 1971, stieß jedoch aufgrund von in Japan unüblichen Landenteignungen auf heftigsten Widerstand der Bevölkerung. Um 1966 bildeten Anwohner, Bauern, Studenten und linke Parteien die in Japan berühmte „Sanrizuka-Shibayama Rengo Kūkō Hantai Dōmei“ (japanisch 三里塚・芝山連合空港反対同盟, dt. Sanrikuza-Shibayama-Vereinigung gegen den Flughafen), welche bis 1983 währte. Sie protestierte immer wieder gegen den Bau des Flughafens und errichtete beispielsweise 1967 Straßensperren, sodass das Transportministerium an der Vermessung des Flughafens gehindert wurde. Die Organisation Zengakuren entsendete zudem Studenten, um die Bauern bei ihren Protesten zu unterstützen. Das erste Terminal wurde 1972 fertiggestellt, die Fertigstellung der Start- und Landebahn jedoch verzögerte sich um einige Jahre, da sich mehrere Bauern weigerten, ihre Grundstücke zu verlassen. Der Eröffnungstermin wurde schließlich auf den 30. März 1978 bestimmt, musste aber verschoben werden, weil eine Gruppe von Aktivisten am 26. März den Tower stürmte und wichtige Teile der Anlage zerstörte. So konnte der Flughafen erst am 20. Mai 1978 mit nur einer Start-/Landebahn eröffnet werden. Der Flughafen wurde an diesem Tag eingezäunt und von 14.000 Polizisten bewacht. 6000 Gegner attackierten die Polizei mit Steinen und Brandbomben, woraufhin diese sich mit Wasserwerfern wehrte. Am anderen Ende Tokios kappten Aktivisten die Energieversorgung einer Bezirkskontrollstelle in Tokorozawa. Dadurch wurde der Flugverkehr in der Kantō-Region für einige Stunden stark beeinträchtigt.
Erst 2002 (nachdem die Entscheidung dafür schon 1986 getroffen wurde) wurde die zweite Start- und Landebahn in Betrieb genommen. Diese konnte allerdings nur teilweise geöffnet werden, da man diesmal auf Landenteignungen verzichtete und ein lokaler Geflügelzüchter sich weigerte, seine auf dem Gebiet liegende Farm zu verlassen. Anfangs war die neue Bahn nur 2100 Meter lang. Im September 2008 begannen Bauarbeiten, um sie auf 2500 m zu verlängern und die Rollwege und Abstellplätze zu erweitern, die seit Oktober 2009 abgeschlossen sind. Die Planungen für eine dritte Bahn mit 3200 Meter Länge wurden bis auf weiteres auf Eis gelegt.
Narita gilt infolge der Proteste beim Bau, die bis in die Gegenwart an den immer noch stattfindenden Demonstrationen zu spüren sind, als einer der teuersten Flughäfen der Welt. Bis 2015 fanden zudem beim Betreten des Flughafengeländes Sicherheitskontrollen statt, um mögliche Angriffe von Gegnern zu verhindern. Einst betrugen die Landegebühren für eine Boeing 747 948.000 Yen (etwa 7600 Euro), wurden am 1. Oktober 2005 jedoch auf 730.750 Yen (5800 Euro) gesenkt. Zum Vergleich: Die Landegebühren für dieses Flugzeug kosten beim Flughafen Kansai 825.600 Yen (6600 Euro), beim Flughafen Incheon (Südkorea) jedoch nur umgerechnet 322.000 (2600 Euro) und in Hongkong nur 374.000 Yen (3000 Euro). Daher konnten diese Flughäfen ihre Stellung als ostasiatisches Drehkreuz in den letzten Jahren sehr stark ausbauen, während Naritas Passagierzahlen seit 2004 praktisch stagnieren.
Der Flughafenbetreiber „New Tokyo International Airport Authority“ (新東京国際空港公団 Shin Tōkyō Kokusai Kūkō Kōdan) wurde am 1. April 2004 in die öffentliche Aktiengesellschaft Narita International Airport Corporation (成田国際空港株式会社 Narita Kokusai Kūkō Kabushiki Gaisha) umgewandelt (vorher staatliches Sondervermögen), die zu 100 Prozent im Besitz des Staates ist. Gleichzeitig wurde der Flughafen an diesem Tag umbenannt von „New Tokyo International Airport“ in „Narita International Airport“.
Infolge hoher Kosten, langer Umstiegszeiten (1,5 h bis zum Inlandsflughafen Haneda und ins Stadtzentrum von Tokio) und der hohen Treibstoffkosten sowie der Wirtschaftskrise 2008 kam es in dieser Zeit zu einem Rückgang der Passagierzahlen von über 35 Mio. im Jahr 2007 auf 33,8 Mio., wobei der Flughafen dennoch seine Kapazitätsgrenze erreicht hat. Besonders stark ging in dieser Zeit der Frachttransport zurück. Aus diesem Grund wurden eine Modernisierung der Terminals für den Airbus A380 durchgeführt und mehr Stellplätze für die Flugzeuge geschaffen. Im Juli 2010 wurde die Schnellbahnlinie Narita Sky Access eröffnet, über die seither die Skyliner-Züge der Eisenbahngesellschaft Keisei Dentetsu ins Stadtzentrum fahren.

## Flughafenanlagen

Ein Lageplan des Flughafens

Der Flughafen besitzt drei Terminals. Das Terminal 1 wurde 1978, das Terminal 2 1992 und das Terminal 3 2015 eröffnet. Tokio-Narita war einer der ersten Flughäfen, der nach den drei Luftfahrtallianzen Star Alliance, Oneworld Alliance und SkyTeam gegliedert wurde.

### Terminal 1
Das Terminal 1 ist in die Bereiche „North Wing“, „Central Building“ und „South Wing“ unterteilt. Mit dem North Wing und dem Central Building sind zwei Satelliten verbunden, mit dem South Wing einer. Der North Wing wird von Fluggesellschaften der Allianz SkyTeam genutzt. Der South Wing dient der Star Alliance.

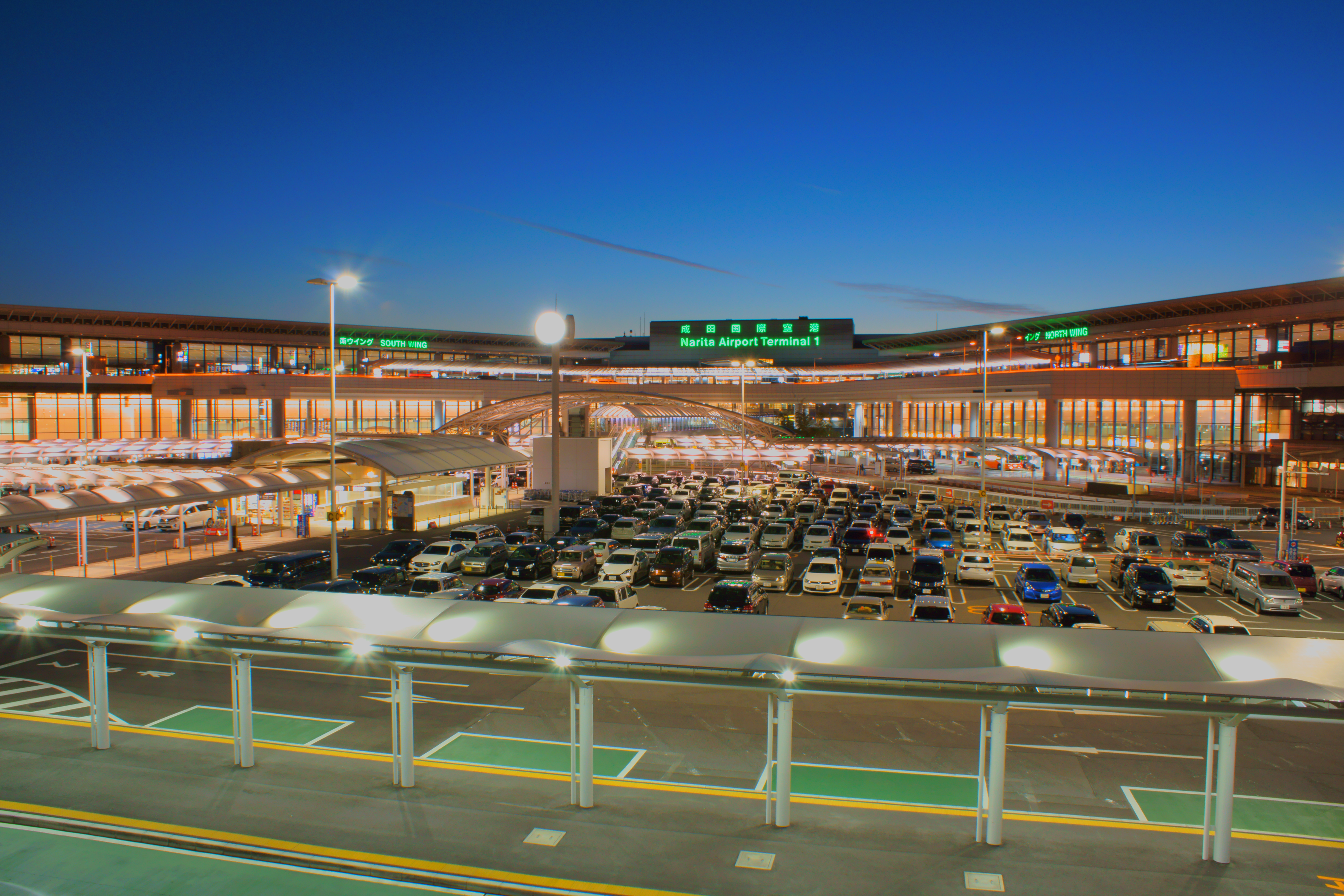
Parkplatz und Eingänge zu North- und Southwing
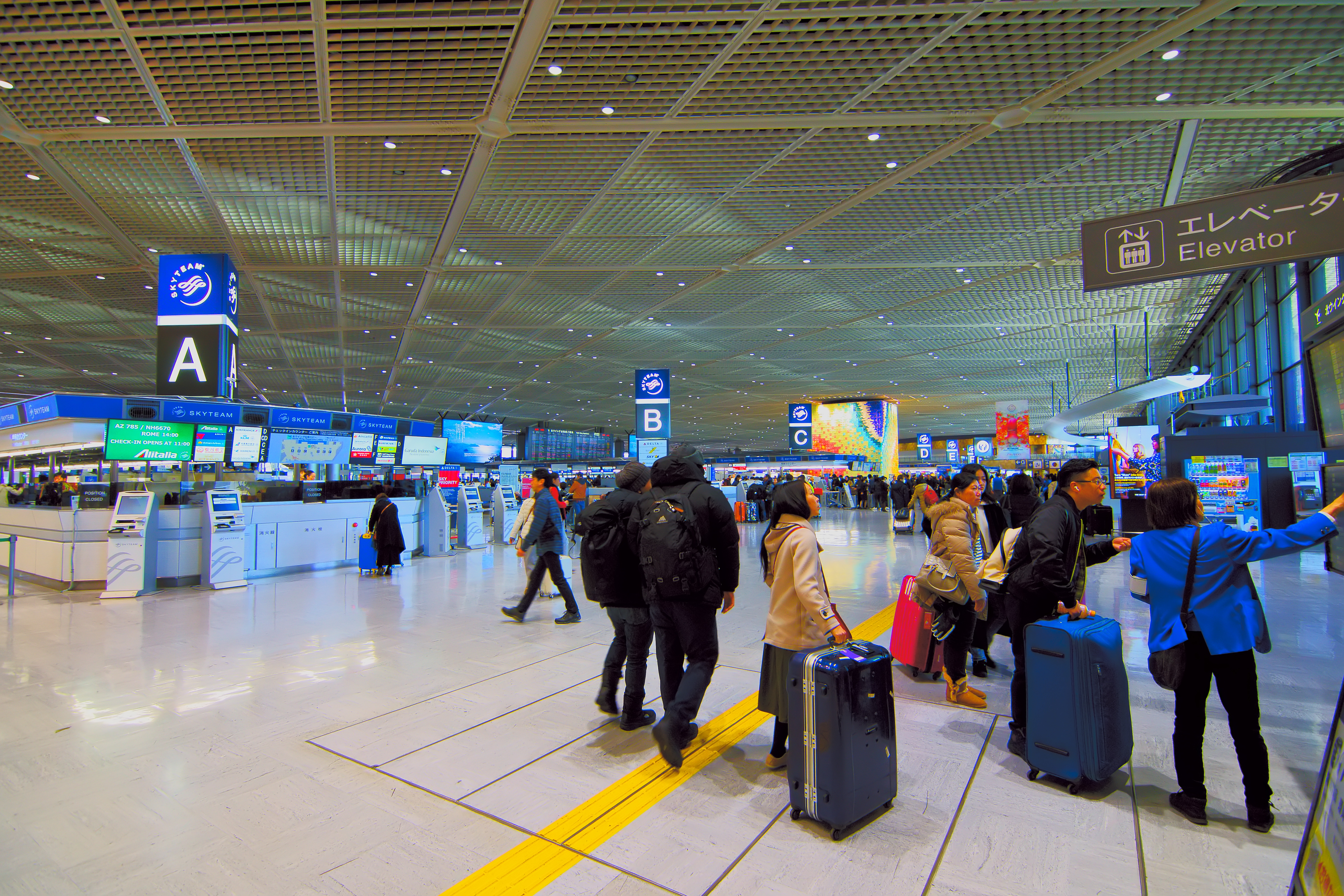
Check-In- und Wartehalle des North Wing
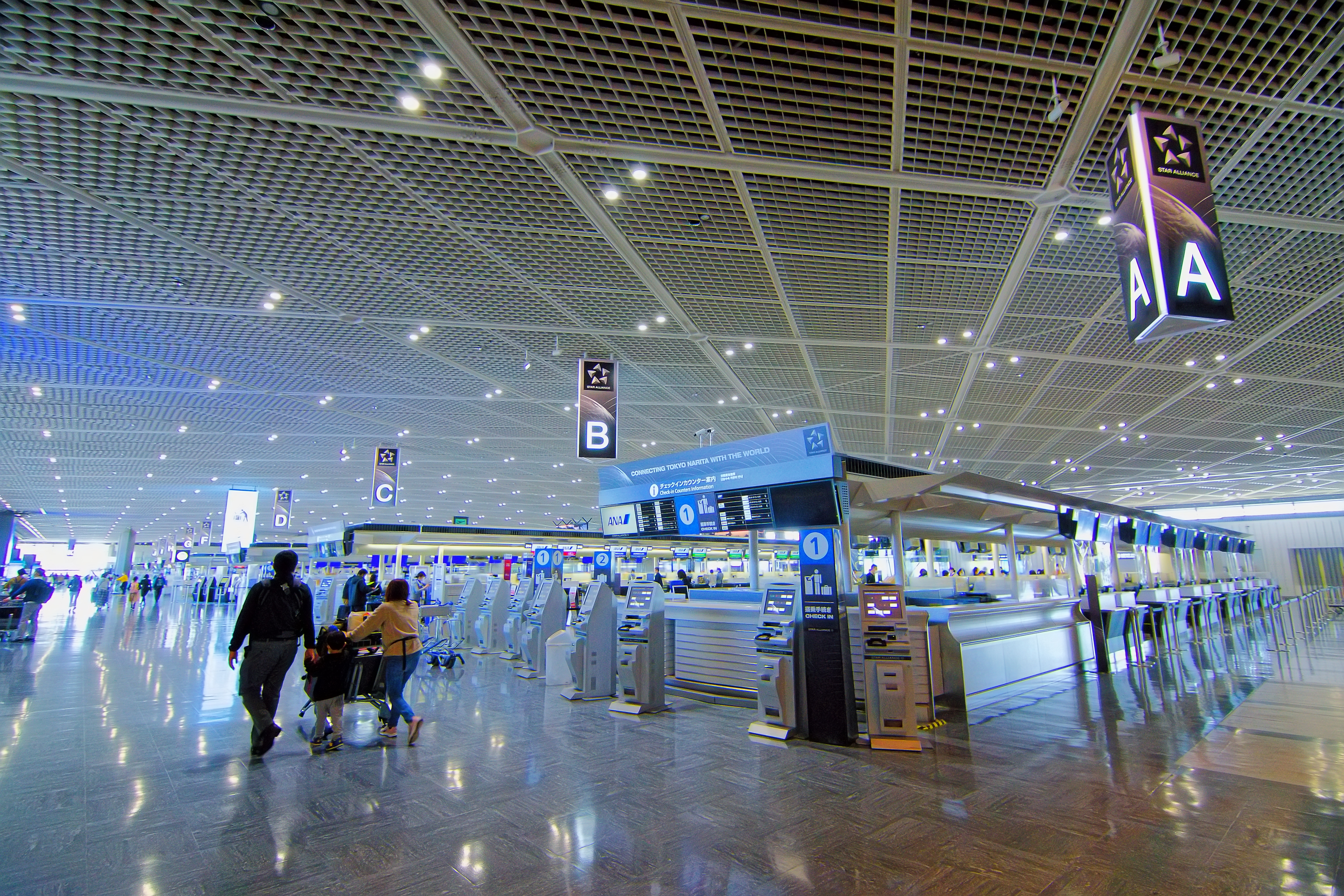
Check-in-Schalter im South Wing
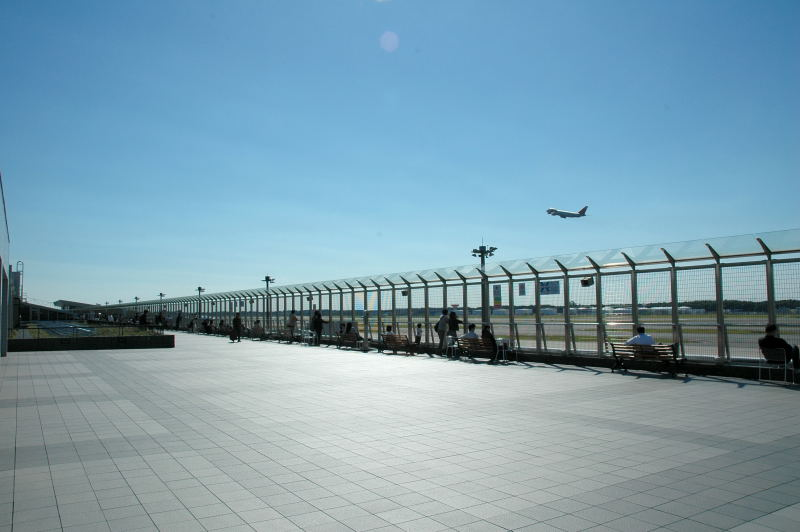
Aussichtsplattform

### Terminal 2
Das Terminal 2 ist in ein Hauptgebäude und einen Satelliten unterteilt. Diese waren bis 2013 mit einem Peoplemover verbunden, der durch einen Gehweg ersetzt wurde. Das Terminal wird von der Oneworld Alliance und allianzlosen Fluggesellschaften genutzt.

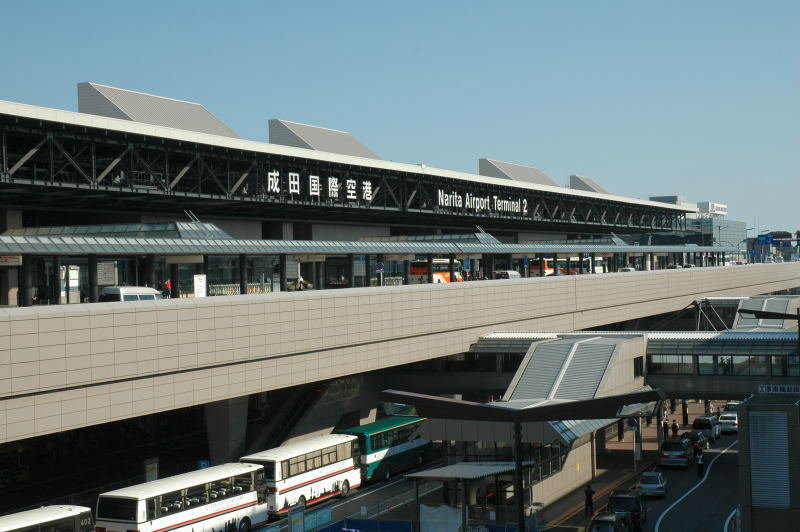
Hauptgebäude
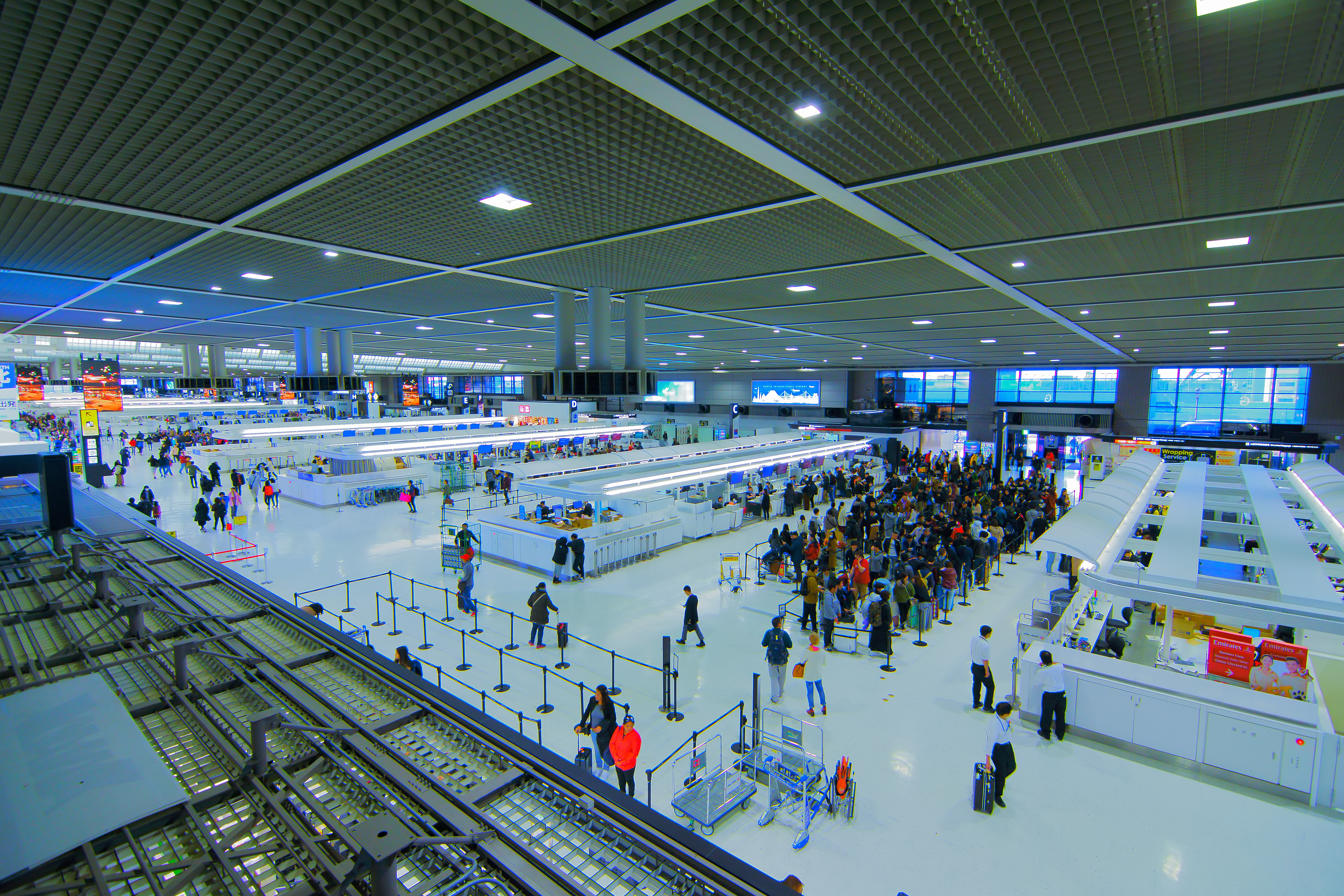
Check-in-Schalter im Hauptgebäude
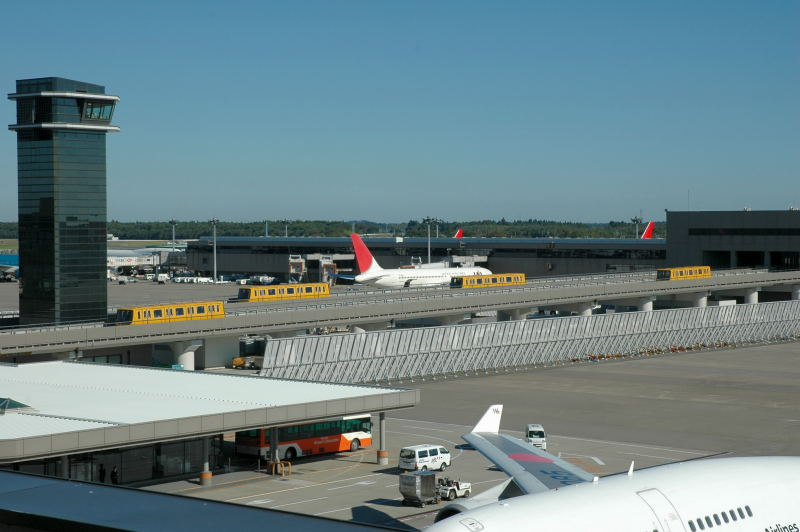
Das Vorfeld mit dem ehemaligen Peoplemover
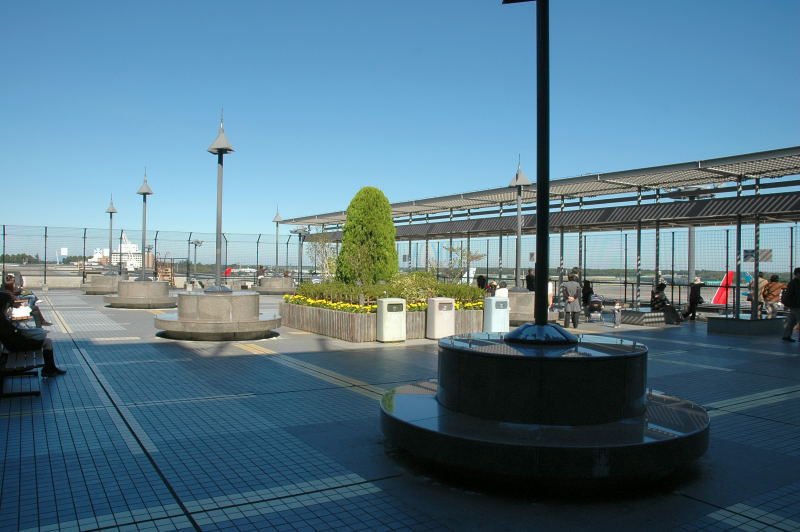
Aussichtsplattform

### Terminal 3
Das Terminal 3 ist 66.000 Quadratmeter groß und wird ausschließlich von Billigfluggesellschaften genutzt. Die Inneneinrichtung wurde bescheiden gestaltet und der Boden erinnert an eine Laufbahn. Des Weiteren wurden mit dem Terminal fünf Standplätze für Airbus A320 errichtet.

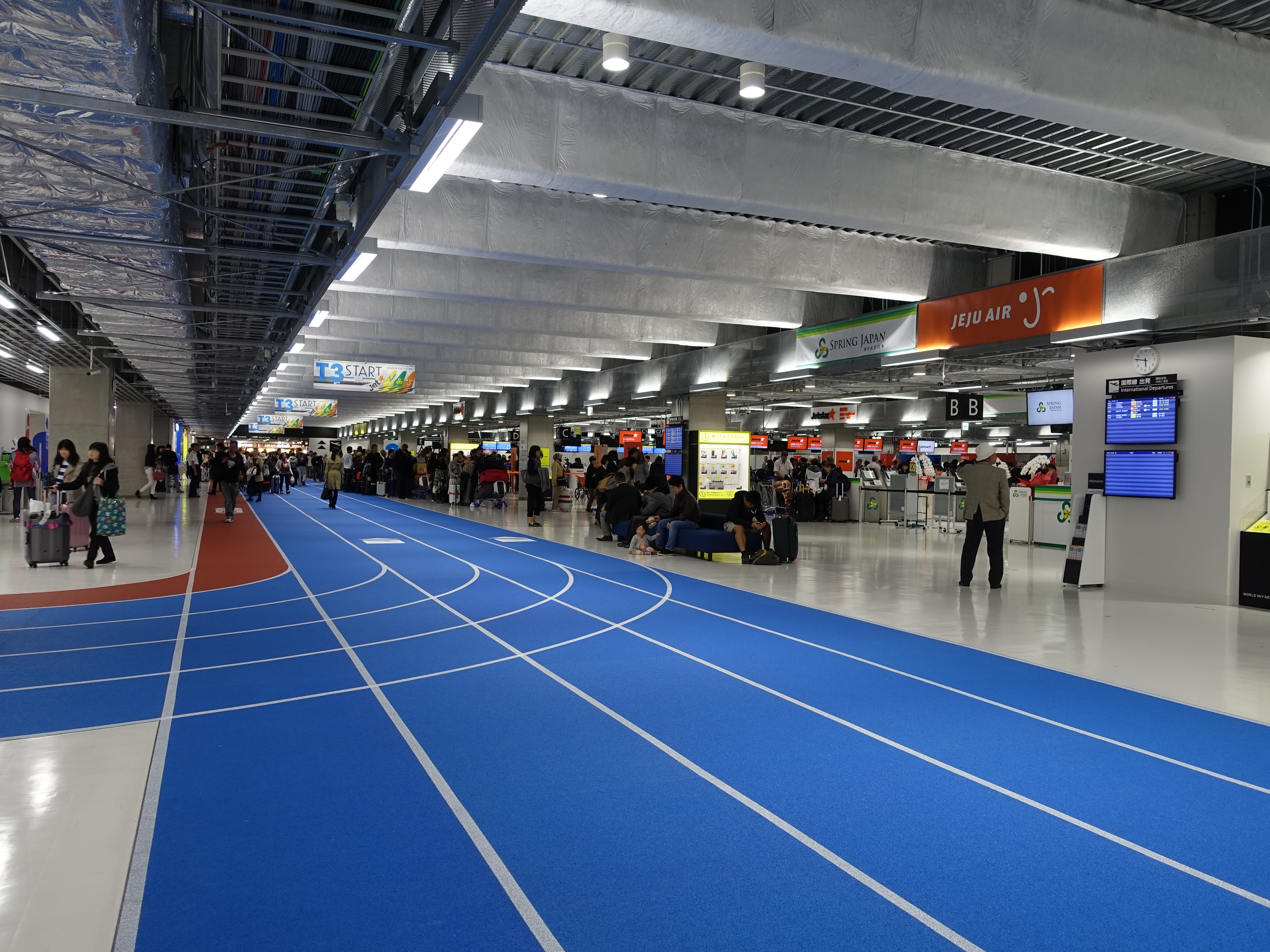
Check-In-Bereich
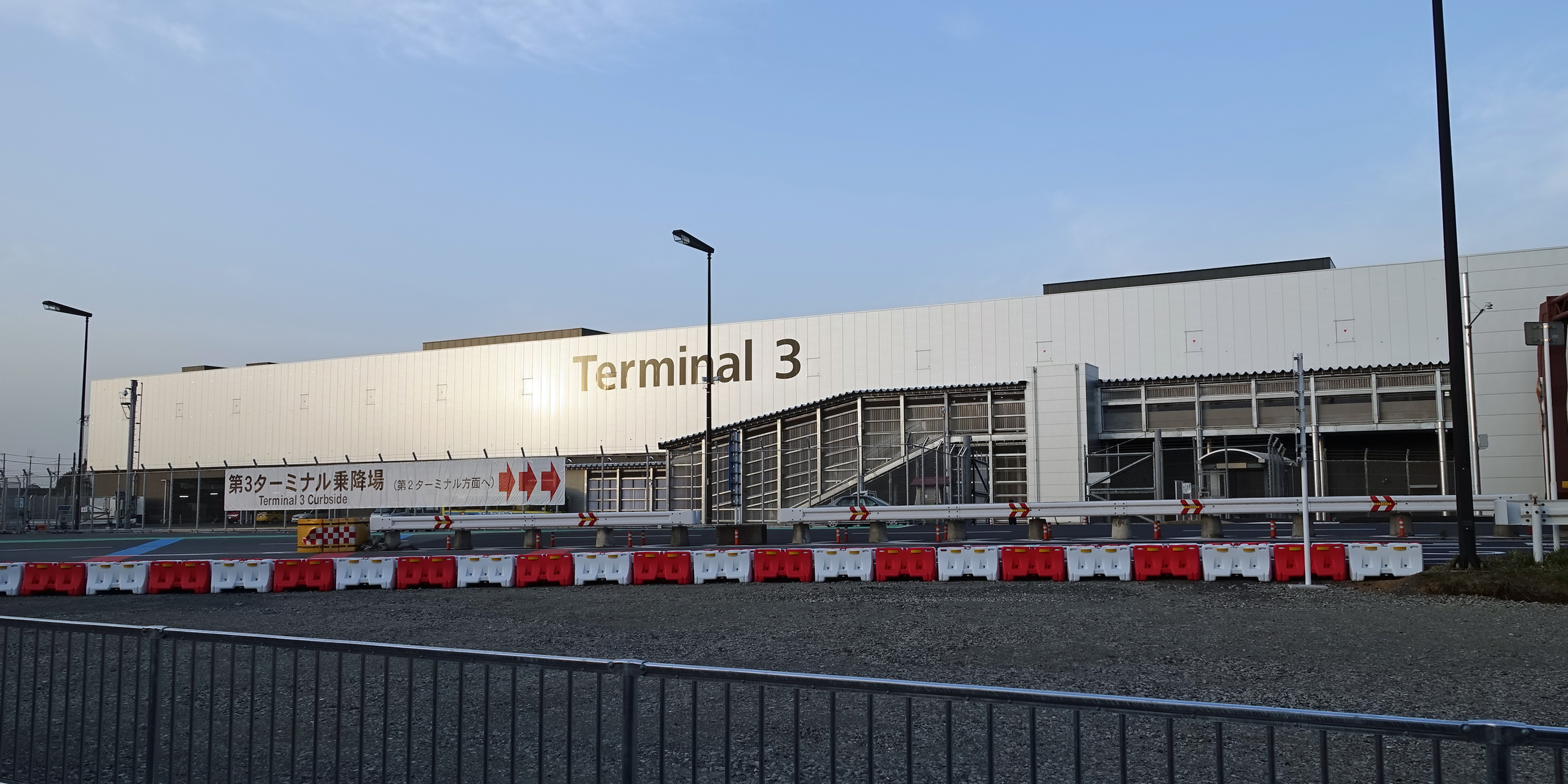
Frontansicht
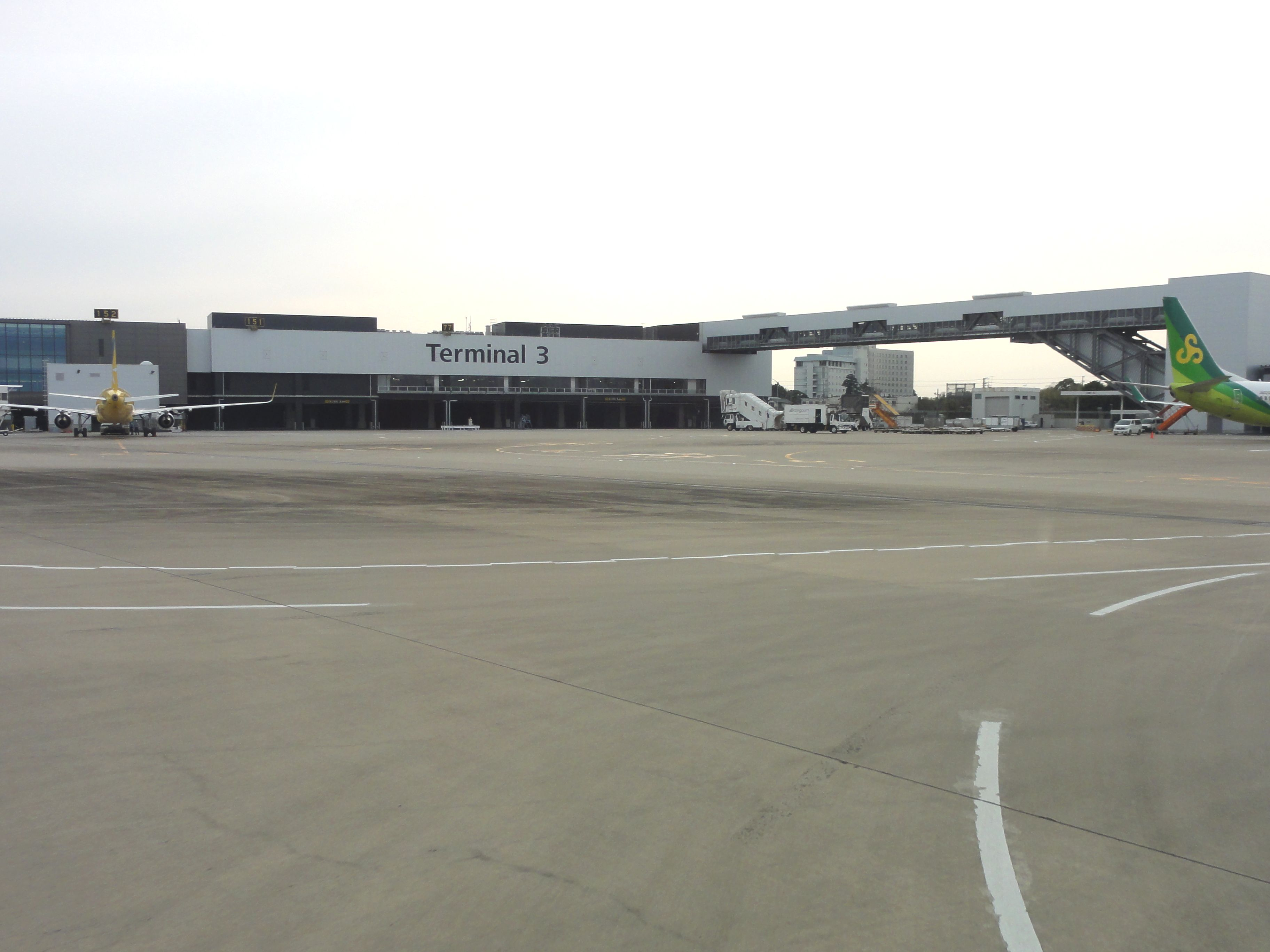
Vorfeld
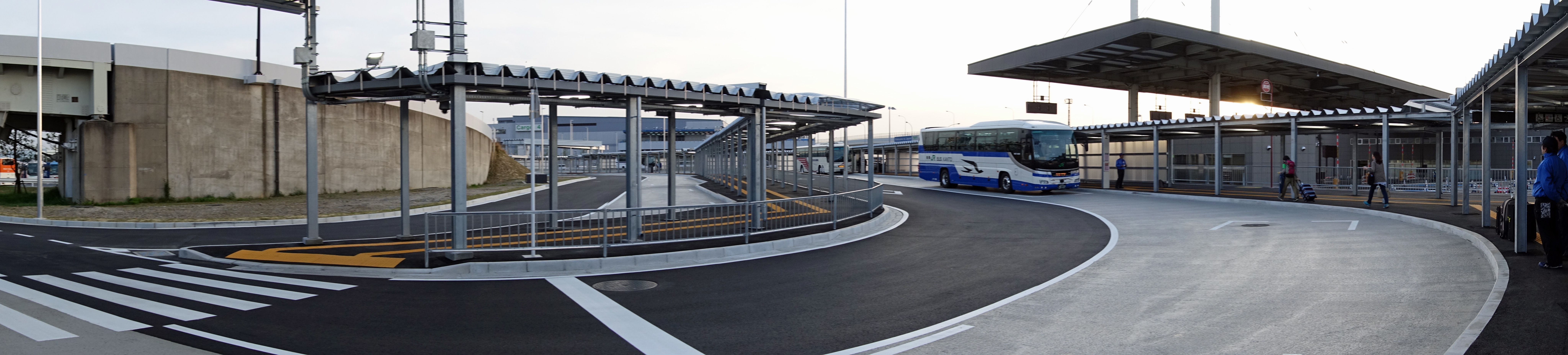
Bushaltestelle

### Andere Einrichtungen
Die Frachtfluggesellschaft Nippon Cargo Airlines hat ihren Sitz im „NCA Line Maintenance Hangar“ (japanisch NCAライン整備ハンガー NCA Rain Seibi Hangā). Die Japan Airlines besitzt auf dem Flughafen den „Japan Airlines Narita Operation Center“ (日本航空成田オペレーションセンター Nihon Kōkū Narita Operēshon Sentā), wo die ehemalige Tochtergesellschaft JALways auch ihren Hauptsitz hatte. Weiterhin befindet sich auf dem Flughafengelände derzeit die weltweit einzige vollautomatische Waschanlage für Flugzeuge.
Das Luftfahrtmuseum „Museum of Aeronautical Sciences“ (航空科学博物館 Kōkū Kagaku Hakubutsukan) befindet sich im südlichen Teil des Flughafens und stellt u. a. den Prototyp der NAMC YS-11 aus.

## Pläne zum Ausbau
Es ist geplant, eine dritte Start- und Landebahn zu bauen. Außerdem soll ein neues Hauptterminal gebaut werden, das die bisherigen drei Terminals ersetzen soll.

## Basisdaten

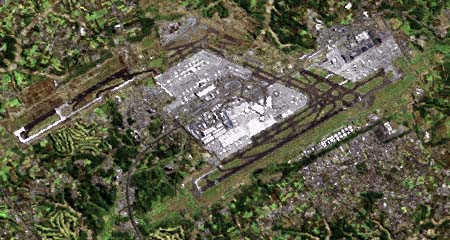
Eine Satellitenaufnahme des Flughafens (2001)

Fluggastaufkommen
- 1978: 4,87 Millionen
- 2002: 29,10 Millionen
- 2003: 26,73 Millionen
- 2004: 31,22 Millionen
- 2005: 31,55 Millionen
- 2006: 31,82 Millionen
- 2007: 35,56 Millionen
- 2008: 33,50 Millionen
- 2009: 32,21 Millionen
- 2010: 33,87 Millionen
- 2011: 28,07 Millionen
- 2012: 32,79 Millionen
- 2013: 35,38 Millionen
- 2014: 35,59 Millionen
- 2015: 37,32 Millionen
- 2016: 39,05 Millionen

Flugbewegungen
- 1978: 36.689
- 2002: 163.131
- 2003: 170.579
- 2004: 185.243
- 2005: 188.275
- 2006: 188.820
- 2007: 193.748
- 2008: 193.321
- 2009: 187.287
- 2010: 191.459
- 2011: 183.450
- 2012: 208.704
- 2013: 221.692
- 2014: 229.581
- 2015: 232.182
- 2016: 243.474

## Verkehrsanbindung

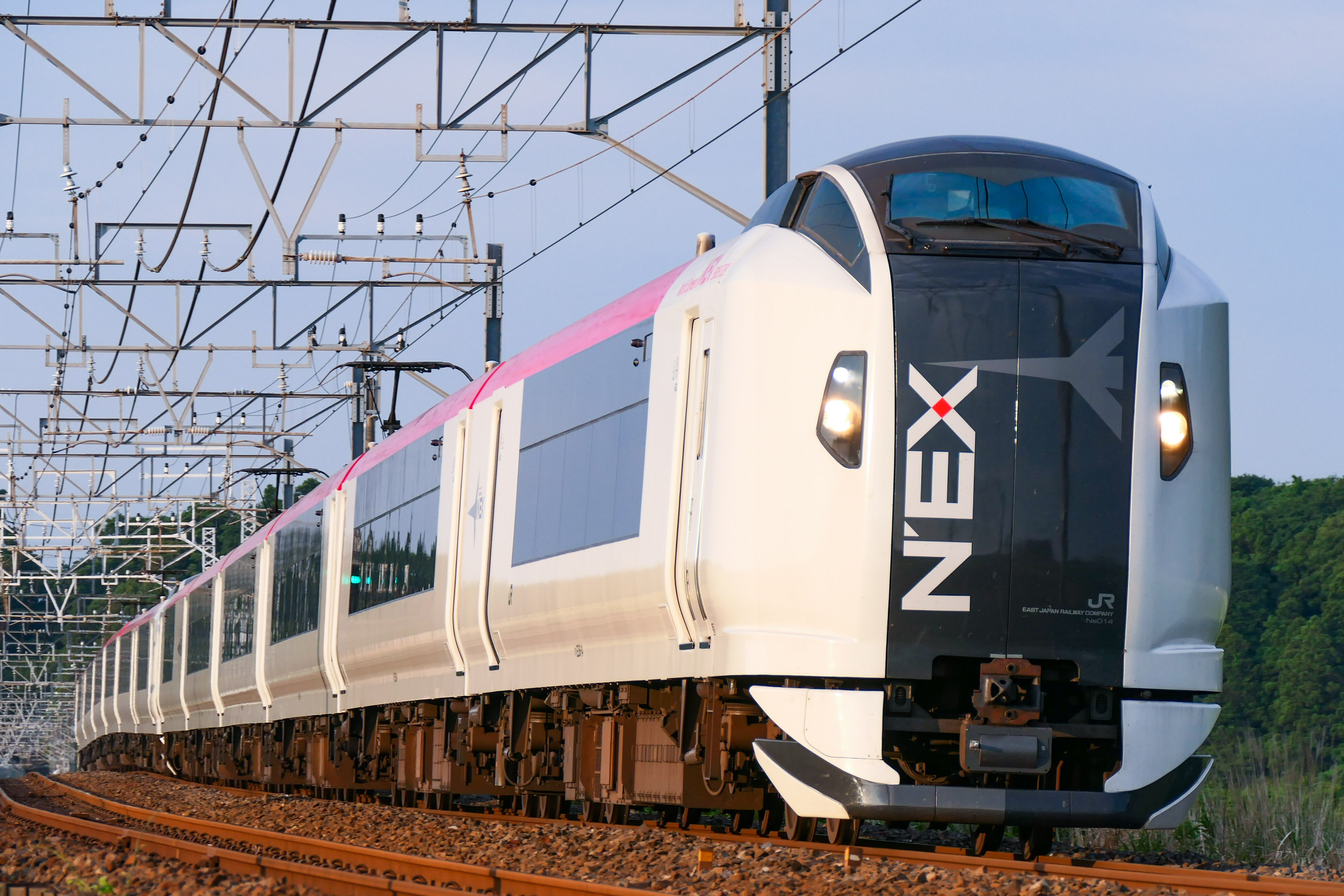
Narita Express der East Japan Railway Company

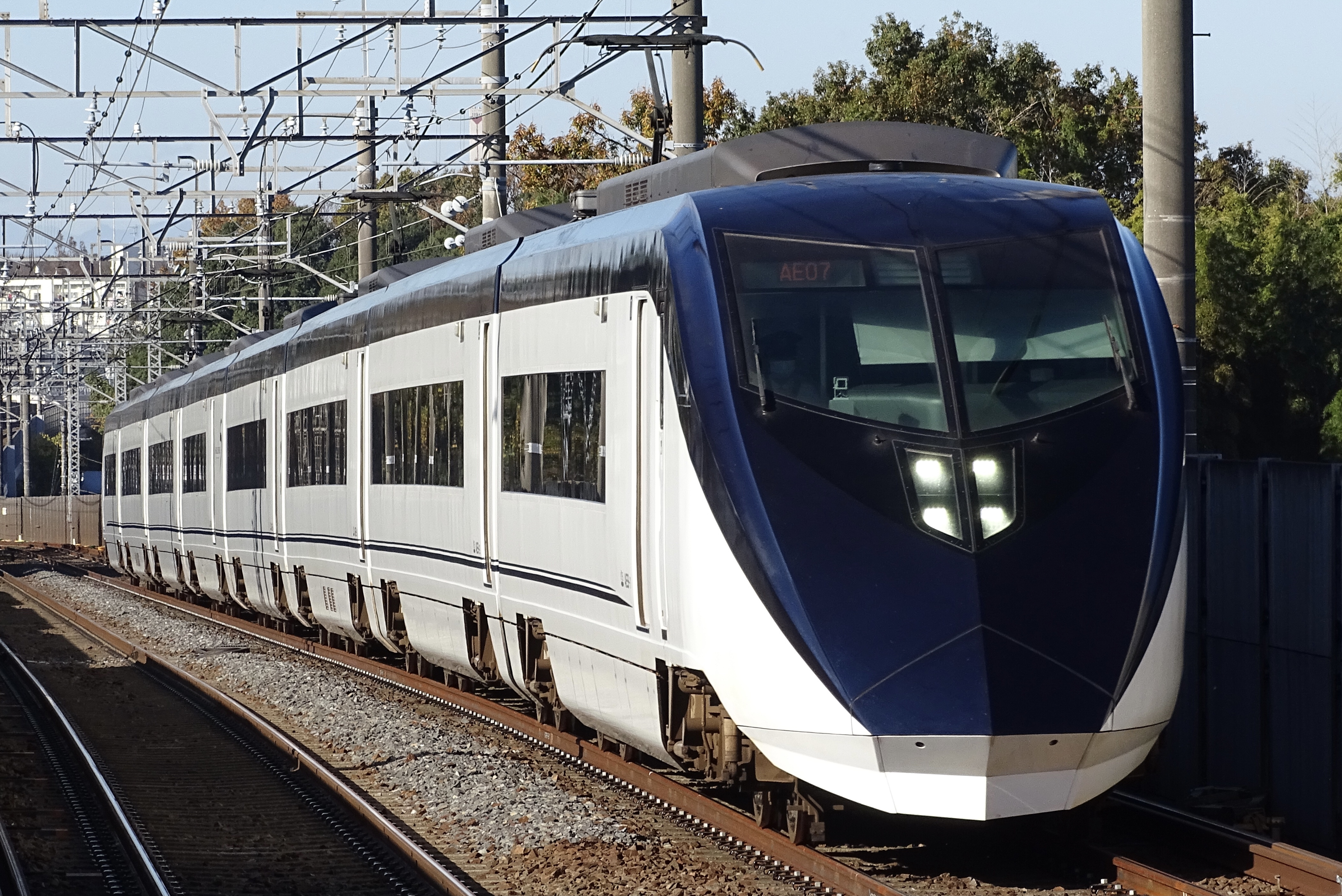
Skyliner der Keisei Dentetsu

### Verbindungen zum Flughafen Haneda
Eine Fahrt zum Flughafen Tokio-Haneda dauert mit Bus und Bahn etwa 1,5 bis 2 Stunden. Die Keisei Dentetsu betreibt die Access Express-Verbindung, die an Unterwegsbahnhöfen hält und ab Aoto über die Oshiage-, Asakusa- und die Keikyū-Flughafenlinie in den Süden Tokios und zum Flughafen Haneda führt.
Busse des „Airport Transport Service“ erreichen Haneda in 65–85 Minuten.

### Schienenverkehr
Tokio-Narita ist an das Schienennetz der East Japan Railway Company und der Keisei Dentetsu angeschlossen. Der Bahnhof Narita Airport Station ist mit Terminal 1 und Airport Terminal 2 Station mit Terminal 2 verbunden. Der Narita Express fährt auf den Strecken der Sōbu-Hauptlinie und der Narita-Linie zum Bahnhof Tokio. Der Zug teilt sich dort und fährt auf der Shōnan-Shinjuku-Linie nach Shibuya, Shinjuku und Hachiōji bzw. auf der Yokosuka-Linie nach Shinagawa, Yokohama und Kamakura. Keisei bietet mit dem Skyliner auf der Narita-Flughafenlinie mit einer Fahrzeit von 43 Minuten zum Bahnhof Ueno die schnellste Verbindung in die Innenstadt an.

### Straßenverkehr
Es bestehen Busverbindungen zu vielen Orten in der Region Kantō, die von verschiedenen Busunternehmen betrieben werden. Eine Fahrt zur Haltestelle Tokyo City Air Terminal in Nihombashi dauert vom Flughafen aus etwa 55 Minuten.

## Zwischenfälle
- Am Montag, den 23. März 2009 verunglückte die aus Guangzhou, China kommende FedEx-Frachtmaschine des Typs McDonnell Douglas MD-11 mit dem Luftfahrzeugkennzeichen N526FE bei der Landung. Überwachungskameras dokumentierten, dass das Flugzeug zunächst hart mit dem Hauptfahrwerk auf der Landebahn aufsetzte, woraufhin es noch einmal in die Luft sprang. Anschließend setzte es mit dem Bugfahrwerk zuerst auf, überschlug sich und fing Feuer. Vorläufigen Berichten zufolge gelten Sturmböen von bis zu 72 km/h als Ursache für den Unfall. Bei dem Unfall starben die beiden Piloten (siehe auch Federal-Express-Flug 80).[12]

## Trivia

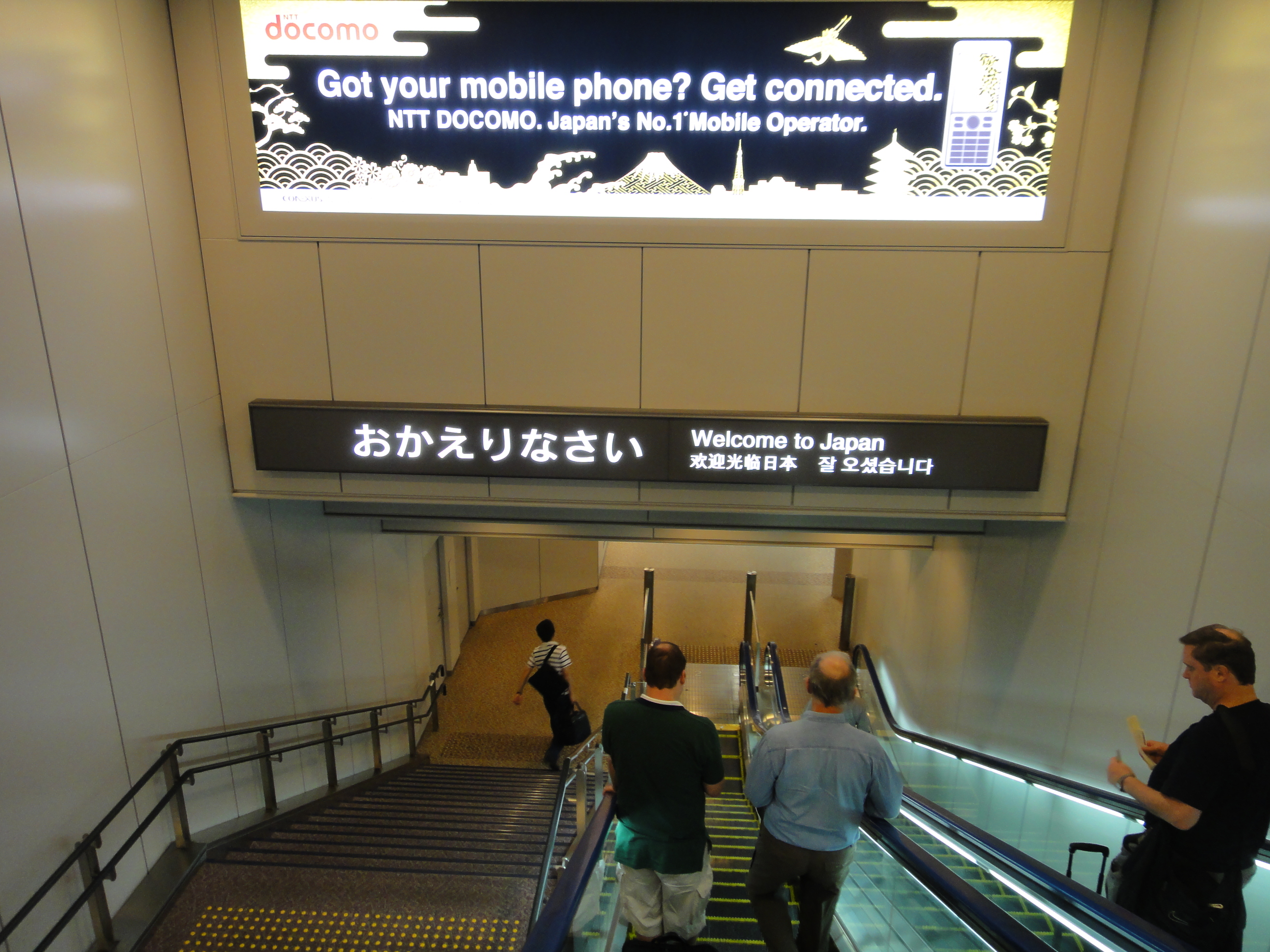
Narita ist bekannt für seine Anzeigetafeln im Ankunftsbereich. Auf diesen steht in japanischer Schrift „Willkommen zu Hause“ (おかえりなさい) geschrieben, während der englische und chinesische Text „Willkommen in Japan“ lautet (der koreanische Schriftzug beschränkt sich auf „Willkommen“).

- Ein in Japan geläufiger Begriff ist „Narita-Scheidung“ (成田離婚, Narita rikon), der auf die Scheidungen anspielt, die bei japanischen Jungvermählten häufig direkt auf die im Ausland verbrachten Flitterwochen folgen, in denen die Paare oft zum ersten Mal abseits des Alltagslebens und der heimischen sozialen Kontrolle längere Zeit „aufeinanderhocken“ und dabei feststellen, dass sie doch nicht zusammenpassen. Narita Rikon ist auch der Titel einer mehrteiligen Fernsehkomödie, die in Japan im Spätherbst 1997 ausgestrahlt wurde, und dieses gesellschaftliche Phänomen zum Thema hat.

- Ende des Jahres 2009 gelangte der Fall des chinesischen Menschenrechtlers Feng Zhenghu zu internationaler Aufmerksamkeit: China verweigerte ihm mehrfach die Wiedereinreise, worauf er den Einwanderungsbereich des Flughafens Tokio-Narita über Monate nicht mehr verließ.[13]